# خوزه راباسکو
خوزه راباسکو (انگلیسی: Verza؛ زادهٔ ۲۹ سپتامبر ۱۹۸۶) بازیکن سابق فوتبال اهل اسپانیا است که در پست هافبک میانی بازی می‌کرد.
وی همچنین در تیم‌های ملی فوتبال زیر ۱۷ سال اسپانیا و زیر ۱۹ سال اسپانیا بازی کرده‌است.